# Dani Hernández
Daniel Hernández Santos (Caracas, 21 ottobre 1985) è un ex calciatore venezuelano con passaporto spagnolo, di ruolo portiere.

## Carriera

### Club
Fratello di Yonay, anch'egli calciatore, nel 2011 viene acquistato dal Real Valladolid, club militante nella Segunda División spagnola.

### Nazionale
Ha preso parte a tre incontri della nazionale venezuelana ed è anche stato convocato per la Copa América 2011 in cui con la sua nazionale ha raggiunto lo storico piazzamento del quarto posto.
Viene convocato per la Copa América Centenario negli Stati Uniti.